# سي منكي
مشروع سي مَنْكي (بالإنجليزية: SeaMonkey)‏ أو «قرد البحر» والذي كان يعرف سابقاً باسم “موزيلا أبليكاشن سوت” هو مجموعة برامج في آن واحد لتلبيه جميع احتياجاتك في عالم الإنترنت. هذا البرنامج يحتوي على:
- متصفح شبكي
- عميل بريد إلكتروني
- جماعات إخبارية متقدم
- عميل دردشة آي أر سي
- مُحرر إتش تي إم إل بسيط وسهل

بذلك يلبي البرنامج جميع أغراض التعامل مع الإنترنت، وهو متكامل مع برامج موزيلا Mozilla ويستخدم نفس المصادر مثل ثندربرد وفيرفكس وغيرها

## دعم اللغة العربية
بالرغم أن البرنامج يدعم اللغة العربية، لكن واجهته لم تعرب بعد.

## وصلات خارجية
- سي منكي على موقع Open Hub (الإنجليزية)
- الموقع الرسمي
- متصفح سي مونكي للكمبيوتر